# Sendjas
Sendjas (arabe : سنجاس), Bougainville  à l'époque française, est l'une des communes de la wilaya de Chlef en Algérie, elle est située à 12 km au sud de Chlef au pied de l'Ouarsenis.

## Histoire
Sendjas s'appelait Bougainville au temps de la colonisation française.

## Personnalités
- Abdelkader Ben Bouali, joueur international de football évoluant à l'Olympique de Marseille et en équipe de France dans les années 1930.
- Hassiba Ben Bouali, combattante de la bataille d'Alger. Morte au combat à 19 ans, le 8 octobre 1957 en compagnie de Ali La pointe, Mohamed Bouhmidi et petit Omar, dans le plastiquage de leur cache par les paras français[réf. nécessaire], au 5 rue Abderames dans la Casba d'Alger, durant la guerre d'Algérie.

## Sources, notes et références
1. ↑  « Wilaya de Chlef : répartition de la population résidente des ménages ordinaires et collectifs, selon la commune de résidence et la dispersion ». Données du recensement général de la population et de l'habitat de 2008 sur le site de l'ONS.